# Pierre-Louis Helin
Pour les articles homonymes, voir Helin.
Pierre-Louis Helin est un architecte français né à Versailles le 26 septembre 1734 et mort à Paris le 23 mai 1791. Prix de Rome en 1754, il construisit essentiellement des édifices religieux pour la maison de Bourbon et celle de La Rochefoucauld. La plupart de ses réalisations ont été détruites après la Révolution.

## Biographie
Helin naquit à Versailles de Louis Helin, valet de chambre du comte de Saint-Florentin puis garçon de garde-robe de Madame Adélaïde, et de son épouse Félicitée Chazal. Dès son plus jeune âge, selon ses propres dires, il étudia l'architecture sous la direction de plusieurs maîtres. Il fut admis à l'Académie royale d'architecture comme élève particulier de Louis-Adam Loriot. Pendant ses études, il fut attaché comme inspecteur aux travaux de l'École militaire, sous l'autorité d'Ange-Jacques Gabriel et de Michel-Barthélemy Hazon.
La concurrence aux concours organisés par l'Académie était alors très redoutable, et Helin se trouva confronté à des talents tels que ceux de Julien-David Le Roy, Peyre l'Aîné, De Wailly, Louis-François Trouard, Nicolas-Henri Jardin et Pierre-Louis Moreau-Desproux, qui fut son ami. Au concours de 1751, Helin eut le troisième prix (sujet : une fontaine publique). Il remporta le deuxième prix l'année suivante (sujet : une façade de palais) et le Prix de Rome en 1754 (sujet : « un salon accompagné de trois autres plus petits, disposés triangulairement et régulièrement autour du plus grand »).
Il fut pensionnaire du Roi à l'Académie de France à Rome à compter de 1756 et y recueillit « les beautés des monuments antiques » tout en visitant plusieurs villes d'Italie. Mais il quitta le Palais Mancini dès septembre 1759, un peu avant l'expiration de son terme, rappelé à Versailles au chevet de son père et sans doute soucieux de trouver du travail.

« Il publia grâce aux dessins qu'il avait rapportés d'Italie deux modestes recueils d'estampes. 
Les Compositions diverses d'architecture, ouvrage utile aux gens de bâtiment, ont paru chez Chéreau sans date. Ce sont des arcs de triomphe, des portes de ville, des entrées d'hôtels et de palais. Nous y trouvons quelques citations romaines, comme l'aigle des Saints-Apôtres, l'Éléphant de la Minerve, le château d'eau dit l'Acqua Paola. L'architecture est équilibrée, le décor abondant et bien réparti. Comme beaucoup de ses condisciples, Helin rompt avec la tradition française, s'intéresse à Michel-Ange et à ceux que nous appelons baroques. Admirateur du Piranèse, il restera sensible et inquiet.
L'autre recueil réunit trois Cahiers d'études de croisées faites à Rome et dans l'Italie, où se trouvent des relevés pris in situ, comme la croisée de Michel-Ange dans la cour du palais Farnèse. Ces croisées furent appréciées de Blondel (Cours, t. III, p. 162-163) et de Gabriel, qui les avait sous les yeux et fut tenté par l'une d'elles lors de ses premières études pour le Petit Trianon. »

Grâce aux relations de sa famille, il bénéficia de la protection de la maison de Bourbon et de celle de La Rochefoucauld.
Le cardinal de La Rochefoucauld, archevêque de Rouen et seigneur de Gaillon, pour qui il devait restaurer une aile du palais archiépiscopal de Rouen, le recommanda pour reconstruire, à partir de 1772, l'église et les bâtiments réguliers de la chartreuse de Bourbon-lès-Gaillon en Normandie, nécropole des Bourbon-Soissons fondée au XVIe siècle, ravagée par un incendie en 1764. Il rebâtit à la même époque l'abbaye bénédictine Notre-Dame de Soissons, dont les abbesses étaient issues de la maison de La Rochefoucauld. « Ce chantier lui valut des déconvenues techniques. »
En 1772, le cardinal de La Rochefoucauld, en tant qu'abbé de Cluny, l'imposa contre l'architecte bourguignon Émiland Gauthey pour donner un projet de nouvelle façade d'entrée pour l'abbaye de Cluny. Après avoir effectué un voyage à Cluny en 1773 ou au tout début de 1774, Hélin donna un ambitieux projet de reconstruction qui ne fut pas réalisé.
Pour la maison de Bourbon, il construisit en 1775 la chapelle de la Visitation, rue du Bac à Paris. Le duc de Penthièvre l'appela à reconstruire, entre Chartres et Rambouillet, le chœur de l'abbaye de Haute-Bruyère, qui possédait jusqu'en 1792 l'urne renfermant le cœur de François Ier. À Versailles, il construisit pour le prince de Soubise et pour le duc de Luynes.
Helin, qui habitait rue du Bac en 1776, quitta ce quartier pour la rue Vivienne. Il se présenta sans succès à l'Académie royale d'architecture. Son inventaire après décès fut dressé par Me Péan de Saint-Gilles le 3 juin 1791.

## Réalisations et principaux projets

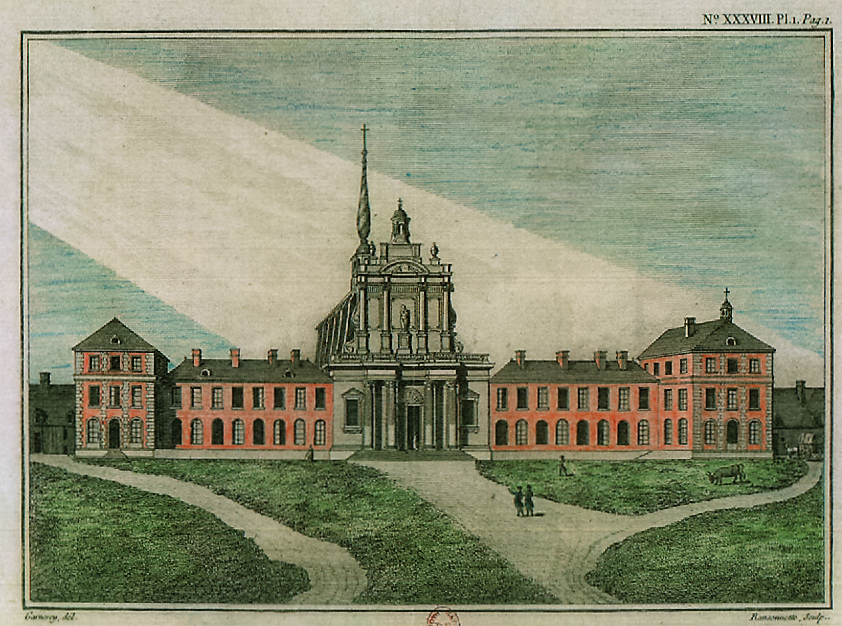
La chartreuse d'Aubevoye en 1780 telle qu'Helin a pu la côtoyer

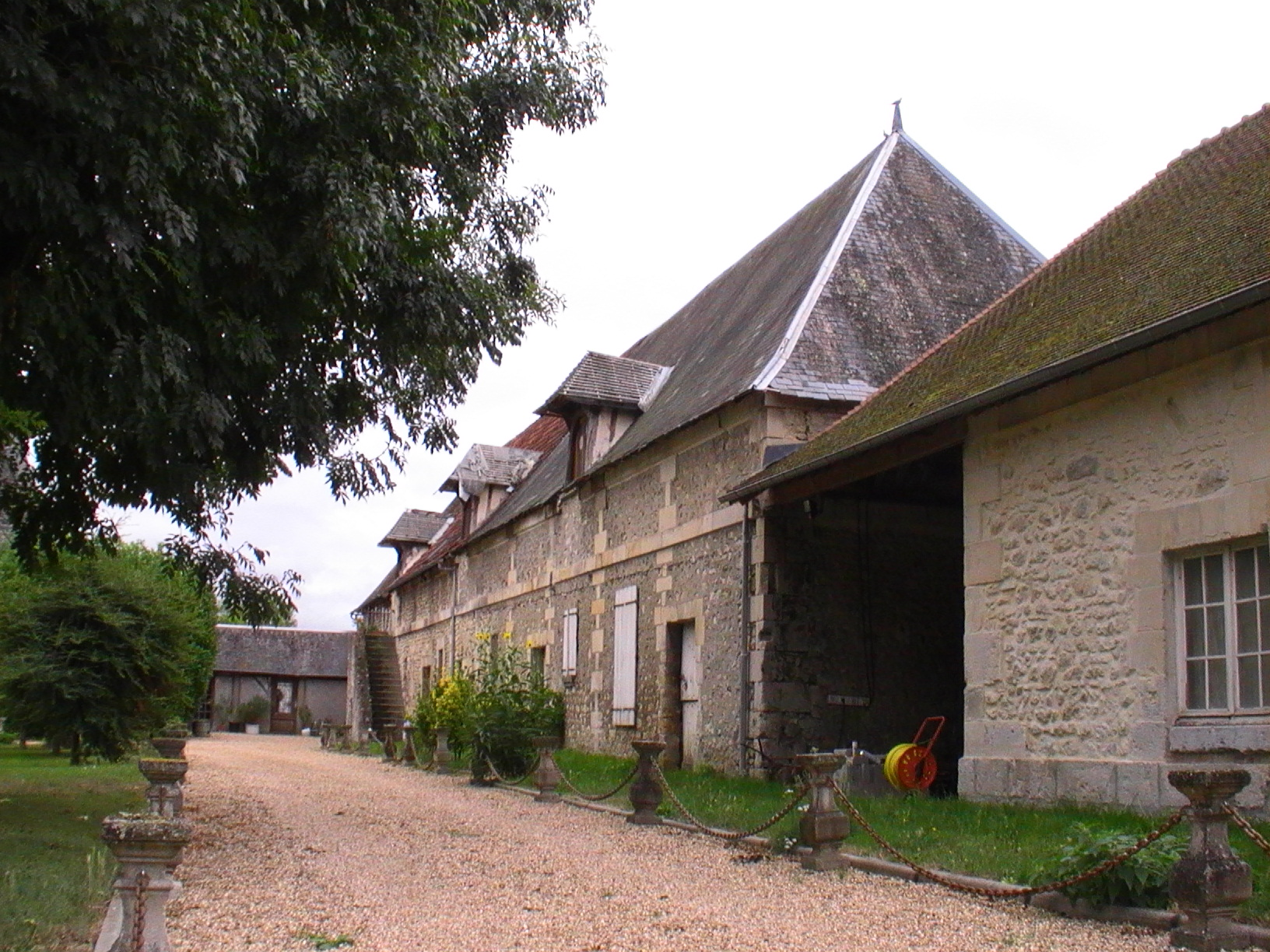
Bâtiments réguliers subsistant de nos jours ...

- Bâtiments réguliers subsistant de nos jours ...Reconstruction de la Chartreuse de Bourbon-lèz-Gaillon à Aubevoye (Eure), 1772-1776, détruite. Reconstruction de l'église et des bâtiments réguliers après l'incendie de 1764. Les travaux [14] furent achevés le 18 septembre 1776. Les projets d'Helin, empreints d'influences italiennes, furent soumis à plusieurs reprises au visiteur provincial des Chartreux, en résidence à Lyon[15]. Pour le portail de l'église, à deux étages, il proposa un effet pyramidal très prononcé qui étonna les autorités monastiques et dut être atténué sans toutefois disparaître complètement puisque l’Almanach des artistes [16] de 1776 décrit la chartreuse comme « une pyramide tant sur la face que sur les côtés »[17]. « Une statue de Notre-Dame-de-Bonne-Espérance se dresse à l'étage ; la décoration abonde en réminiscences du maniérisme romain. Dans le chœur, suivant une disposition théâtrale en honneur dans la Rome de Bernin, la lumière d'un lanterneau invisible descendait sur la statue polychrome de saint Bruno – effet que De Wailly et Soufflot ont exploité vers la même époque. [...] Il existe à l'Institut Staedel de Francfort une version du projet d'Helin animée de personnages et remaniée en vue de la gravure. Au terme de ses recherches, l'architecte transpose pour Bourbon-lès-Gaillon le parvis circulaire de Saint-Pierre-de-Rome, qu'il entoure d'une grille. Dans la belle et rare estampe qu'il a dédiée au cardinal de La Rochefoucauld, Helin amplifie son architecture par un maniement spécieux de la perspective, comme sait le faire un disciple de Piranèse et un précurseur de Ledoux. »[18] Par contraste, les bâtiments réguliers, construits autour de deux cloîtres encadrant symétriquement l'église, tranchaient par la raideur et l'austérité de leur dessin. Sous la Révolution française, la chartreuse, saisie comme bien national, fut rachetée en 1792 par l'architecte Victor Louis[19] qui en fit son manoir familial, en faisant abattre toutefois l'église et le cloître. Après lui, la chartreuse passa à sa fille, Marie-Hélène-Victoire (° 1774 - † 21 janvier 1848 à Cahaignes) épouse de Charles, Marie, Aimé Ethis de Corny (*1763 - † 1829), maire d'Aubevoye, Eure. La vente eut lieu le 11 janvier 1834 en faveur des époux Dehaumont qui firent enlever jusqu'à ses fondations le manoir pour transformer l'emprise en terres agricoles[20].

- Abbaye de Cluny (Saône-et-Loire), 1773-1774, projet non réalisé. À la demande du cardinal de La Rochefoucauld, abbé commendataire de Cluny depuis 1757, Helin fut chargé de donner un projet de reconstruction des parties occidentales de l'abbaye qui fut approuvé par le chapitre général en 1774 mais ne fut pas mis à exécution, probablement en raison de son coût. Helin proposa d'élever une longue façade d'un néoclassicisme austère, englobant toute la partie occidentale de la clôture. Il habillait la façade de la grande église d'un frontispice supporté par des colonnes d'ordre toscan dont il élevait le pendant au sud pour servir de nouvelle entrée à l'hôtellerie. Entre les deux, il créait le principal accès du monastère, en retrait au fond d'une cour carrée. « Du passé faisant table rase, il libère intégralement l'espace en amont pour que l'œil puisse embrasser d'un seul coup toute la composition, depuis la nouvelle entrée percée dans la clôture, marquée par un portique en arc de triomphe dont nous ne possédons malheureusement pas l'élévation. »[21] L'élévation de la grande façade ne comportait quasiment aucun décor : pas de différenciation des niveaux, pas de chambranles aux baies, simplement scandées ici ou là d'entablements droits. Selon Frédéric Didier, « ce projet dénote une volonté de grands effets qui touche à la mégalomanie, que l'on retrouve également dans le tracé des jardins, aux perspectives étendues hors les murs vers l'est, dont les parterres découpés sont agrémentés d'un canal terminé par un bassin tréflé[22]. Le grand plan du rez-de-chaussée nous est doublement précieux car outre le projet, lavé en rose, il offre le relevé des bâtiments déjà construits par dom Dathose, lavé en gris[23]. L'aile longeant la grande église semble être prévue pour une chapelle, tandis que le corps principal, très profond et pourvu de cours intérieures, s'organise autour d'une rotonde à la croisée des circulations. Les écuries sont rejetées dans l'aile sud autour de la cour de l'hôtellerie. Helin renonce à la monumentalité de l'escalier dont Gauthey avait fait l'élément central de son projet, privilégiant le développement extérieur de la composition. Celle-ci n'est pas exempte de maladresse dans la recherche de combinaisons intégrant la grande église, et l'on ne peut que relever la faiblesse du rhabillage des tours Barabans, banalisées par des percements répétitifs, qui n'ont d'autre justification que la nécessité de symétrie avec l'hôtellerie. L'idée d'intégrer l'église à l'ensemble, à défaut de la reconstruire, se retrouve dans d'autres réalisations du temps comme à la proche abbaye cistercienne de Chalon-sur-Saône dont le frontispice à colonnade de l'abbatiale médiévale est connu par une gravure de Lallemand. »[24]
- Chapelle de la Visitation, rue du Bac (emplacement actuel de la rue Paul-Louis-Courier) à Paris (7e arrondissement), détruite. La première pierre fut posée en 1775 par la reine Marie-Antoinette. Le plan combinait une croix grecque et une croix de saint André, reproduisant à petite échelle la disposition adoptée par Louis Le Vau et Libéral Bruant à la chapelle saint Louis de La Salpétrière. La chapelle était ornée d'un ordre ionique tant sur le portail que dans le chœur. « La meilleure représentation [en] est à notre connaissance, le relevé dessiné en 1780 par le Suédois C.-V. Carlberg (Göteborg). Quatre colonnes encadraient deux vases d'un dessin précieux, comme le suggéraient les Litanies de Marie : Vas spirituale, Vas insignae devotionis. Les descriptions du règne de Louis XVI font savoir qu'Helin avait confié la sculpture décorative à Métivier et la statuaire à Bridan, son collaborateur habituel. »[8]
- Abbaye Notre-Dame de Soissons (Aisne), détruite. Helin fut chargé de rebâtir l'abbaye bénédictine Notre-Dame de Soissons, pour les abbesses Françoise-Marguerite de La Rochefoucauld de Roye [25] et Marie Rose Charlotte de La Rochefoucauld-Maumont (1723-1808), qui succéda à la précédente en 1778. Il fut en désaccord avec la seconde au sujet des bâtiments claustraux qu'il voulait couvrir de toits plats à l'italienne, invoquant les exemples récents de l'hôtel des Monnaies de Denis Antoine et de la bibliothèque de Saint-Victor construite sur la montagne Sainte-Geneviève par Pierre-Victor Danjan[26]. « Ce chantier lui valut également des déconvenues techniques. Les différends furent arbitrés par l'architecte du roi Le Dreux de La Châtre, qui vint de Compiègne, et par P.-L. Moreau-Desproux. La vue générale de l'abbaye (musée de Soissons) montre qu'Helin voulait redessiner le portail de la vieille église pour en accorder le gothique aux rythmes de son architecture personnelle. »[8]
- Construction d'un marché à Soissons, 1778[27].
- Abbaye de Hautes-Bruyères, Saint-Rémy-l'Honoré (Yvelines), détruite. Reconstruction du chœur. Le plan d'Helin[28] superpose le tracé au sol de l'ancienne église et son propre projet : le chœur est entouré d'un déambulatoire d'ordre dorique, auquel donne accès un portail latéral du côté de l'Évangile. « D'après une description manuscrite (même source), la toiture était une pyramide de pierre portée par des sphinx, elle imitait visiblement une estampe de l’Architecture universelle de Fischer von Erlach. Techniquement, la solution était utopique sous le climat de l'Île-de-France. Dans le dessin de la collection Destailleur, Helin a renoncé au motif profane des sphinx pour ne pas choquer ses protecteurs. »[8]
- Restauration de l'hôtel de Hautes-Bruyères, rue Saint-Germain-l'Auxerrois, Paris, détruit.
- Restauration d'une aile du Palais archiépiscopal de Rouen. La salle synodale y a été décorée de peintures par Hubert Robert. C'est l'une des rares œuvres d'Helin qui ait été conservée.

### Sources
- Michel Gallet, Les Architectes parisiens du XVIIIe siècle : Dictionnaire biographique et critique, Paris, Éditions Mengès, 1995, 494 p. (ISBN 2-85620-370-1), p. 261-264